# Троицкое (городской округ Богданович)
Тро́ицкое — село в городском округе Богданович Свердловской области, Россия.

## Географическое положение

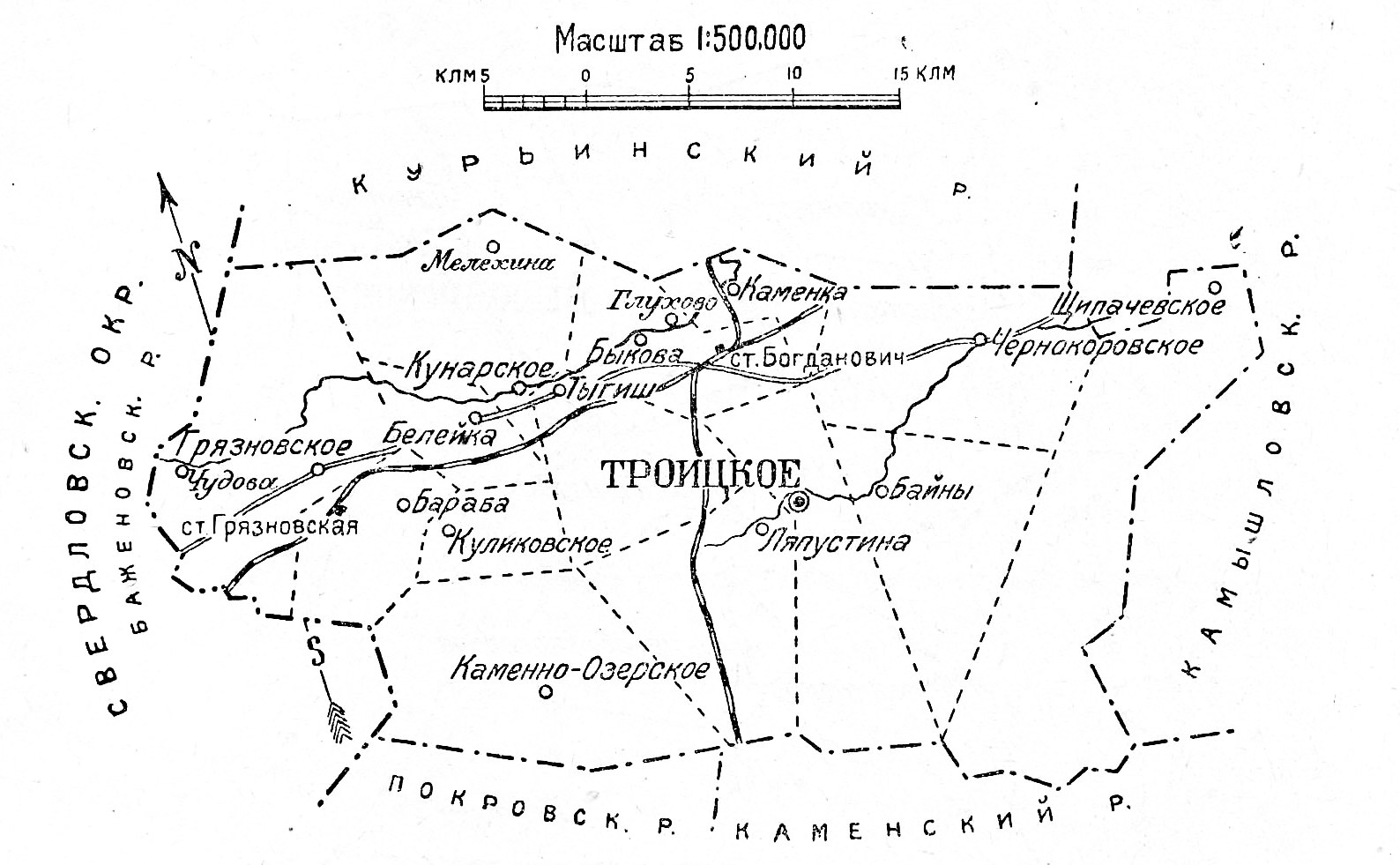
Троицкое на схеме Богдановичского района; 1928 год

Село Троицкое расположено в 8 километрах (по автодороге в 9 километрах) к юго-востоку от города Богдановича, на обоих берегах реки Большой Калиновки (правый приток реки Пышмы). В селе имеется несколько прудов. На востоке Троицкое примыкает к селу Байны.

## История села
Основано в первой половине XVII крестьянином Никитой и до строительства храма носило название Никитино.
В 1924—1930 годах село являлось административным центром Богдановичского района. В окрестностях села находится Троицко-Байновское месторождение огнеупорной глины и бурого угля.

## Свято-Троицкий храм
В деревне Никитино в 1747 году была построена деревянная церковь, после чего стало называться Троицким селом. В 1799 году была заложена каменная, трехпрестольная церковь. Придел в честь Богоявления Господня был освящен в 1805 году. Придел во имя Иоанна Златоуста, патриарха Константинопольского был освящен в 1810 году. Главный храм в честь Святой Живоначальной Троицы освящён в 1826 году. В церкви в 1900 году имелись оловянные сосуды, дискос с половиной звездицы и дарохранительница, с надписью: «Благосло. митр. Тоболь. 1745 г.». Причт состоял из 2 священников, 1 диакона и 2 псалтырщиков. Для помещения причта имелись три деревянных дома.
В 1934 году запрещён звон, а в 1937 году сброшены колокола. В 1938 году храм закрыт. В разные годы здание храма использовалось по-разному. Здесь размещались: чайная, клуб, зернохранилище. В последние годы здание храма использовалось под общежитие для учащихся профтехучилища, где проживало 23 семьи членов колхоза им. Тимирязева. Верхний этаж чаще пустовал, лишь на лето принимал студенческие стройотряды.
25 января 1995 года правление колхоза приняло решение передать верующим третий этаж общежития с последующим рассмотрением вопроса о полном выселении жильцов. В июне 2002 года начался капитальный ремонт второго этажа храма, на котором в этом же году 28 ноября был открыт Духовный центр. В мае 2004 года отселены последние жители из храма и начались работы по восстановлению храма. 4 ноября 2004 года, в день празднования иконы Казанской Божией Матери на первом этаже храма совершено первое Богослужение, а третий этаж закрыт на реконструкцию.
В 2005 году началась реконструкция центральной части храма: убраны межэтажные перекрытия, демонтированы стены.
В 2006 году восстановлен свод в алтарной части и оконные проёмы; алтарь расчищен от мусора, (вывезено 15 т.); обнаружено основание старого престола, жертвенника.
В 2007 году начались восстановительные работы в центральной части храма. 27 мая (день Святой Троицы) отслужена первая Литургия и с этого времени все Богослужения проводятся в центральной части.
Историческим событием была установка маковки и креста на центральной части кровли храма (ноябрь 2007 года).
В 2009 году полностью восстановлен фасад северной стороны храма и начаты работы по восстановлению южной стороны.
В 2010 году фасад храма был полностью восстановлен.
В апреле 2011 года начались восстановительные работы внутренней части храма, в ноябре были завершены. В декабре был установлен иконостас и 31 декабря совершено вечернее Богослужение.

## Школа
В 1870 году была открыта земская школа.

## Население
| 2002 | 2010  | 2021  |
| ---- | ----- | ----- |
| 1723 | ↘1710 | ↗1749 |

Знаменитые жители села
Священномученик Константин Николаевич Алексеев. В 1901 году служил диаконом в Николаевской церкви Верх-Нейвинского завода Екатеринбургского уезда. В 1908—1910 годах служил диаконом Казанско-Богородицкой церкви Нижне-Исетского завода Екатеринбургского уезда. 14 марта 1910 года рукоположен в сан священника в Крестовой Богородицкой церкви Архиерейского дома в Екатеринбурге. В 1912—1918 годах служил священником в Свято-Троицкой церкви села Троицкого Камышловского уезда. 1918 году убит вблизи ж/д станции Антрацит (ныне — ст. Алтынай в посёлке Алтынае Сухоложского района).
Из 44 священнослужителей Екатеринбургской епархии-новомученников Российских-причислен к лику святых о. Константин Алексеев
- Пургин, Кузьма Степанович — Герой Советского Союза
- Головина, Елена Викторовна — десятикратная чемпионка мира по биатлону